# 170023 Vogeley
170023 Vogeley è un asteroide della fascia principale. Scoperto nel 2002, presenta un'orbita caratterizzata da un semiasse maggiore pari a 2,7813440 UA e da un'eccentricità di 0,1073906, inclinata di 5,17799° rispetto all'eclittica.